# Chironomus macani
Chironomus macani är en tvåvingeart som beskrevs av Freeman 1948. Chironomus macani ingår i släktet Chironomus och familjen fjädermyggor. Arten är reproducerande i Sverige. Inga underarter finns listade i Catalogue of Life.